# ادسهگ
ادسهگ (به سوئدی: Ödeshög) یک منطقهٔ مسکونی در سوئد است که در بخش ادسهگ واقع شده‌است. ادسهگ ۲٫۴۱ کیلومتر مربع مساحت و ۲٬۵۷۲ نفر جمعیت دارد.